# Józef Montwid Białłozor
Józef Montwid Białłozor herbu Wieniawa (ur. 19 marca 1768, zm. 12 kwietnia 1845) – konsyliarz konfederacji Księstwa Żmudzkiego w konfederacji generalnej litewskiej konfederacji targowickiej w 1792 roku, poseł na sejm grodzieński 1793 roku z Księstwa Żmudzkiego, członek konfederacji grodzieńskiej 1793 roku, krajczy żmudzki w 1790/1791 roku.
W 1785 roku towarzysz Kawalerii Narodowej. W 1793 wicebrygadier. Wyznaczony do odebrania rachunków Komisji Skarbowej Wielkiego Księstwa Litewskiego. W 1793 został członkiem asesorii litewskiej. W latach 1811–1816 był sędzią granicznym rosieńskim. Od 1821 prezes sądu granicznego wileńskiego.
Od 1817 członek loży wolnomularskiej Litwin Gorliwy.
Jego prawnuczką była Teodora Majowa, działaczka społeczna i narodowa.